# Runenstein U 1011

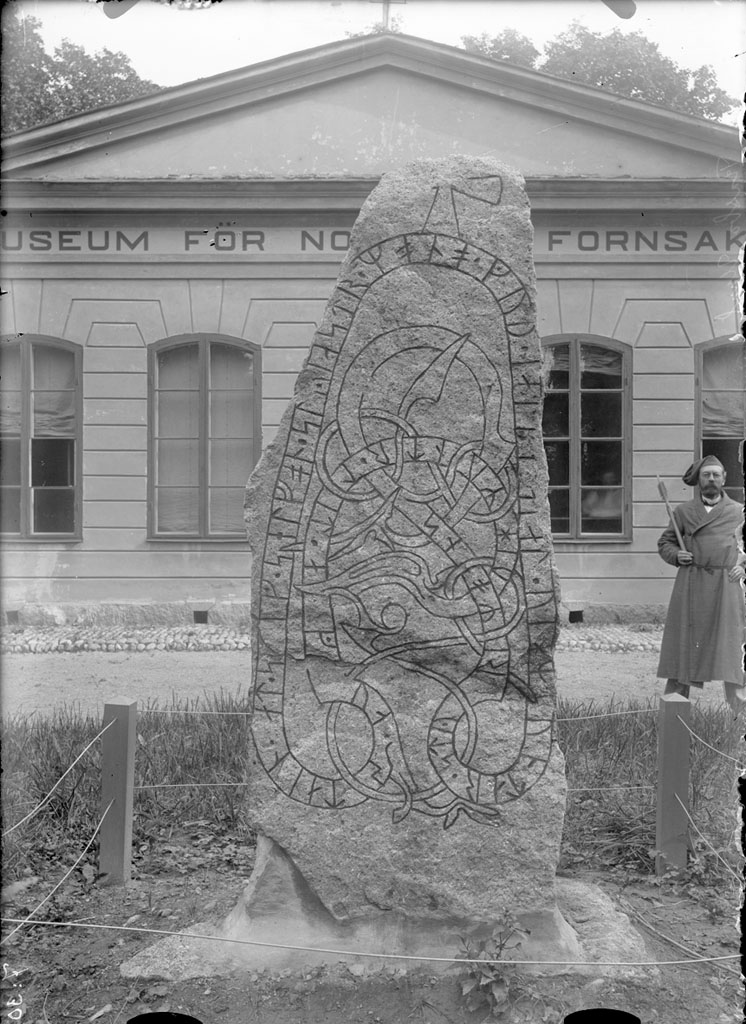
Runenstein U 1011

Der 1,6 m hohe Runenstein U 1011 (auch Örbysten genannt) in Uppsala in Uppland in Schweden stammt ursprünglich von Örby in Rasbo. 
Er wurde im 17. Jahrhundert vom schwedischen Sprach- und Altertumsforscher Olof Verelius (1618–1682) in den Övre Slottsgatan (Garten) in Uppsala geholt. 1726 wurde er Olaf Celsius dem Älteren (1670–1756) übergeben und in der Östra Ågatan (Straße) aufgestellt. 1867 wurde der Runenstein mit U 489 und U 896 zur Weltausstellung nach Paris geschickt. Während der Rückkehr fiel er in den Hafen von Le Havre. Nachdem er drei Jahrzehnte auf dem Grund gelegen hatte, wurde er geborgen und nach Uppsala zurückgebracht.
Die Inschrift im auch als Urnes-Stil bekannten Runensteinstil Pr4 lautet: „Vigmund hat den Stein in Erinnerung an sich selbst geritzt, den geschicktesten der Männer. Möge Gott Vigmund des Kapitäns Seele helfen. Vigmund und Åfrid ritzten den Denkstein in Erinnerung an sich selbst zu Lebzeiten.“

Runenstein U 1011
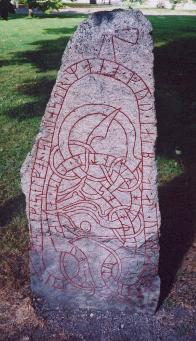
Linke Seite
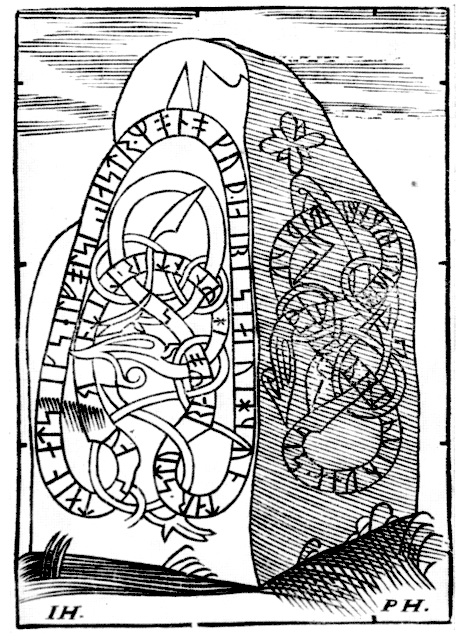
Nachzeichnung Bautil 416
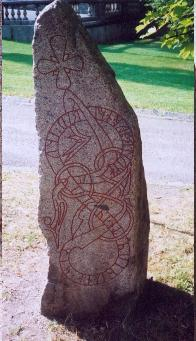
Rechte Seite

Es kommt etwa 20 Mal vor, dass jemand das Denkmal für sich selbst errichtete, davon stammen 19 Steine aus Uppland, darunter insbesondere die Jarlabankestenarna. Möglicherweise fehlten Vigmund die Kinder oder Erben, so dass er das Denkmal für sich und Åfrid machen ließ, die wahrscheinlich seine Frau war. Beide Seiten des Steins sind kreuzweise gespiegelt mit Ornamenten im Urnes-Stil, was sie in die Endphase der Wikingerzeit datiert. Die stilvolle Gravur wurde von einem professionelleren Runenmeister wie Öpir oder Fot erstellt.
Der Stein befindet sich zusammen mit weiteren Runensteinen, einem modernen Runenstein sowie der Betonkopie einer bronzezeitlichen Schiffsritzung hinter dem Gustavianum im Universitetsparken (Universitätspark).